# 薩克斯頓 (密蘇里州)
薩克斯頓（英語：Saxton）是位於美國密蘇里州布坎南縣的非建制地區。

## 歷史
薩克斯頓的郵局於1872年設立，其後於1938年停運。

## 地理
薩克斯頓所處的海拔為高於海平面272米（即892英呎），而該地所採用的時區為UTC-6，即北美中部時區（CST）。同時該地設有夏令時間，為UTC-6調快一小時，即UTC-5（CDT）。